# Girder (DC Comics)
Girder (viga en español) es un personaje ficticio y un supervillano de DC Comics y un nuevo  Renegado para el Flash (Barry Allen). Apareció por primera vez en  Flash:  Iron Heights  (2001) y fue creado por Geoff Johns y Ethan Van Sciver.
Girder hizo su aparición de acción en vivo en la  primera temporada de The Flash  interpretado por Greg Finley. Fue asesinado en la primera temporada, pero volvió a la vida como un cadáver reanimado en la segunda temporada. Finalmente fue atendido y puesto a descansar.

## Biografía del personaje de ficción
El trabajador siderúrgico Tony Woodward provocó un motín en una planta de acero después de agredir a una empleada. Compañeros de trabajo enojados arrojaron a Tony a una tina de acero fundido. El acero líquido incluía desechos reciclados de experimentos realizados por S.T.A.R. Labs. Estos restos de alguna manera convirtieron el cuerpo de Tony en metal vivo, que tiene una increíble resistencia al daño y le otorga una fuerza sobrehumana. El mayor inconveniente fue que el cuerpo de acero comenzó a oxidarse cuando se expuso al oxígeno. Finalmente fue arrestado por robo y enviado a Iron Heights.
Después de escapar de Iron Heights, se unió a Blacksmith y sus Rogues para hacerse cargo de Keystone City y Central City. Mientras era miembro de sus Rogues, Magenta usó sus poderes para evitar que Girder se oxidara y Girder, teniendo una "atracción", hizo avances no deseados hacia ella. Después de hacer otro pase crudo, Magenta partió a Girder por la mitad. Su cuerpo fue soldado de nuevo y Girder fue llevado de regreso a Iron Heights.
Durante la Crisis Infinita, Girder fue parte de la Sociedad Secreta de Supervillanos dirigida por Alexander Luthor, Jr. (que se hacía pasar por Lex Luthor).
Un año después, se vio a Girder luchando contra los Teen Titans, pero fue derrotado. Más tarde fue visto en Salvation Run.
En la miniserie DC Special: Cyborg, Girder se ha unido a The Cyborg Revenge Squad.
Girder estuvo entre los villanos en la emboscada de la Justice Society of America dirigida por Tapeworm.
Mientras Girder está detenido en la Penitenciaría Iron Heights, el Capitán Boomerang lo saca para distraer a los guardias para que el Capitán Boomerang pueda colarse para reunirse con Profesor Zoom.

## Poderes y habilidades
Girder tiene fuerza y resistencia sobrehumanas. Su cuerpo está hecho de un acero casi indestructible que proporciona un alto grado de protección contra ataques físicos y energéticos.

## En otros medios

### Televisión
Girder aparece en el episodio "The Flash is Born" de The Flash, interpretado por Greg Finley. Esta versión es un metahumano con la capacidad de convertir su piel en acero después de caer en una tina de fundición acero cuando el STAR Labs explotó el acelerador de partículas. Él intimidó a  Barry Allen e Iris West cuando eran niños. Él persigue a Iris para que ella pueda escribir sobre él derrotando a Flash. Cuando Flash lo alcanza, logra derrotar a Girder usando una combinación de velocidad Mach 1 y uno de sus golpes. En el episodio "Power Outage", Girder es liberado por lo que se enfrenta a  Farooq Gibran / Blackout, durante la pérdida temporal de energía de Barry, solo para ser asesinado. En el episodio "The Runaway Dinosaur", el acelerador de partículas de Harrison Wells explota, devolviendo la velocidad de Barry al tiempo que afecta a Woodward, quien regresa como un cadáver reanimado apuntando a Iris. Girder es derrotado nuevamente por Flash y finalmente es puesto a descansar.

### Película
Girder aparece en Superman / Batman: Public Enemies  entre los supervillanos que atacan a Superman y Batman.

### Varios
Girder ha aparecido en "Justice League Unlimited" No. 16. En el tema, escapó de Iron Heights para visitar a su familia durante Christmas, pero fue detenido por Justice League; especialmente Atom Smasher. Finalmente, después de descubrir por qué estalló Girder, Atom Smasher hizo arreglos para que su familia viniera a visitarlo en prisión.